# Route nationale 444
Pour les articles homonymes, voir Route 444.
La route nationale 444 ou RN 444 est une route nationale française à 2x2 voies, longue de 6 km, reliant le boulevard périphérique de Nantes (Porte d'Ar Mor) à la N 165 au niveau de Sautron depuis le reclassement de la RD201 en route nationale en 2007.

## Sorties
- Carrefour giratoire entre N 444, N 844 (porte d'Ar Mor), Boulevard Charles-Gauthier et Zone commerciale d'Atlantis : Porte d'Ar Mor
- 1 Atlantis : Atlantis, Zénith, Saint-Herblain-Centre +
- 2 La Rousselière - D 75 : Hôpital Nord Laennec, Saint-Herblain-ouest
- 3 La Barrière noire - D 101 : Couëron, Sautron, Saint-Étienne-de-Montluc
- Échangeur entre N 165 et N 444; la N 444 rejoint la N 165 en direction de Brest, Vannes et Saint-Nazaire

## Histoire
Avant 2007, la dénomination RN 444 était attribuée à la route reliant Bièvres à Palaiseau dans l'Essonne et qui fut déclassée en route départementale 444 depuis.
Auparavant, cette dénomination s'appliquait à la route reliant Troyes (Aube) à Château-Chinon (Nièvre). À la suite de la réforme de 1972, elle a été déclassée en RD 444 dans l'Aube et en RD 944 dans l'Yonne et dans la Nièvre.

### Ancien tracé de Troyes à Château-Chinon (RD 444 et RD 944)

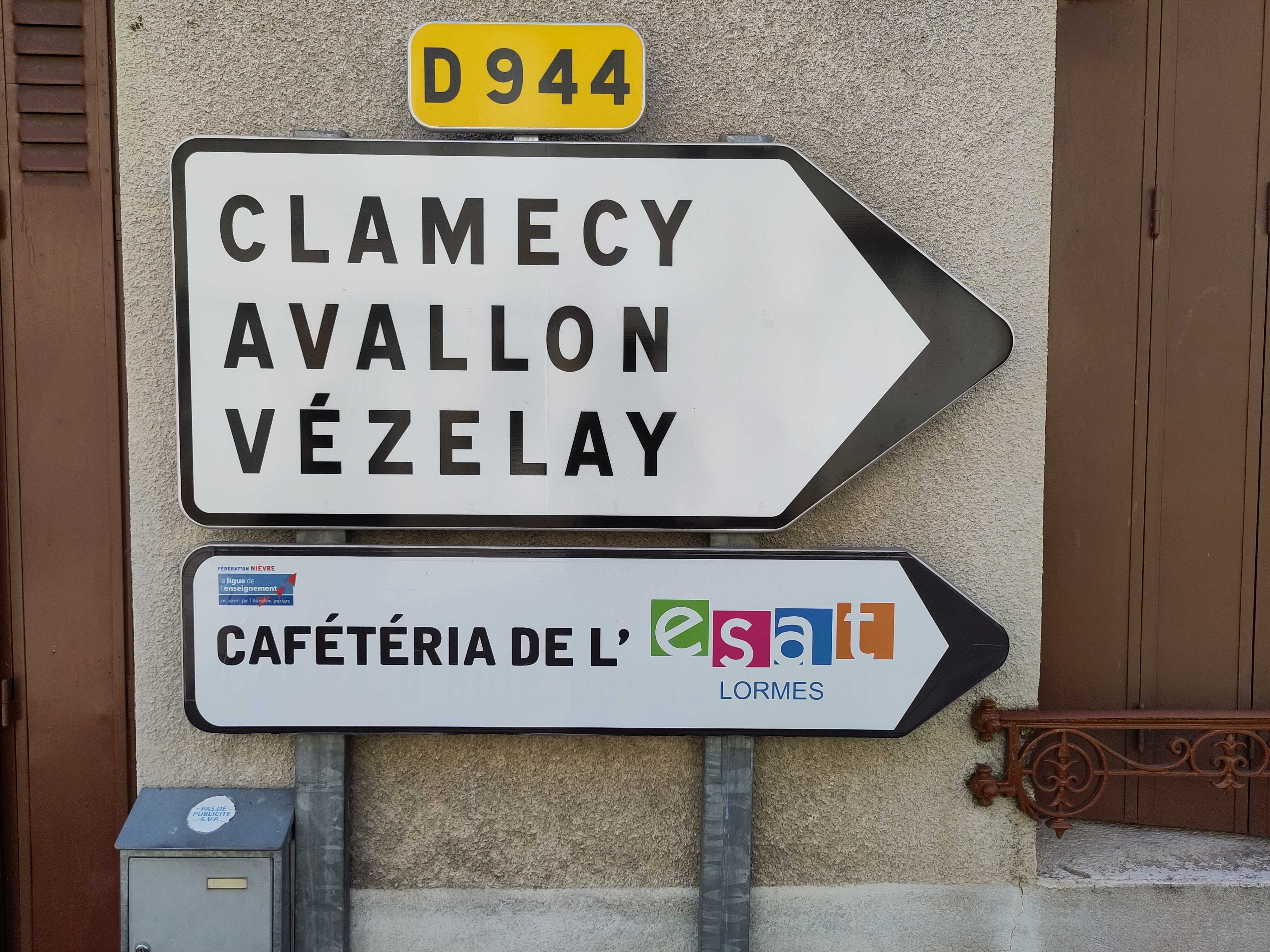
RD 444 à Lormes.

Voir l'ancien tracé de la RN444 sur GoogleMaps
- RD 444
  - Troyes (km 0)
  - Buchères
  - Les Bordes-Aumont
  - Chaource (km 26)
  - Cussangy
  - Vallières
  - Prusy
  - Coussegrey
- RD 944
  - Tonnerre (km 54)
  - Yrouerre
  - Sainte-Vertu
  - Nitry

- - Joux-la-Ville
  - Lucy-le-Bois
  - Avallon (km 101)
  - Chastellux-sur-Cure
  - Saint-Martin-du-Puy
  - Lormes (km 130)
  - Vauclaix
  - Château-Chinon (Ville) (km 159)